# Xiaomi Mi Band
Xiaomi Mi Band là một chiếc vòng theo dõi vận động được sản xuất bởi Xiaomi. Xiaomi Mi Band được ra mắt trong một sự kiện của Xiaomi diễn ra vào ngày 22 tháng 7 năm 2014.

## Thiết kế
Sản phẩm Mi Band có thiết kế trông giống một chiếc vòng, có thể đeo được ở cả cổ tay, cổ chân và quanh cổ. Chiếc vòng có khả năng tự định vị thông qua ứng dụng kết nối trực tiếp có tên Mi Fit.
Chiếc vòng tay có bao gồm một thiết bị theo dõi dày 9 mm, dài 36 mm. Nó được đưa vào trong một chiếc vòng đeo tay làm bằng nhựa hypoallergenic TPSiV, có khả năng kháng tia UV và vi khuẩn. Thiết bị theo dõi có thể được sạc thông qua một cổng sạc chuyên biệt, kết nối được với nguồn sạc ngoài 5.0 V.

## Tính năng
- Giám sát hoạt động & theo dõi giấc ngủ[2]
- Đồng hồ báo thức thông minh theo chu kỳ giấc ngủ
- Mở khóa điện thoại Android không cần mật khẩu.
- Thời lượng pin chờ 30 ngày
- Kháng nước (IP67)
- Báo thức rung (điện thoại & thông báo ứng dụng)

## Tính tương thích với phần mềm
Tại thời điểm phát hành, cách duy nhất để sử dụng Mi Band đó là phải sử dụng ứng dụng thông qua Mi Fit do Xiaomi tạo ra. Tuy nhiên, vẫn có những phiên bản của các bên thứ ba khác được tạo ra để sử dụng kèm với chiếc vòng tay này . Một số phần mềm không chính thức phổ biến nhất trên Android là Gadgetbridge  (nó cũng hỗ trợ thiết bị Pebble và được xây dựng để tập trung vào phần thông báo ứng dụng nhiều hơn là theo dõi vận động), Tools & Mi Band  và OpenBand  (tập trung duy nhất vào việc theo dõi vận động và không còn hỗ trợ việc thông báo ứng dụng kể từ tháng 10 năm 2015). Tất cả những phần mềm không chính thức không phụ thuộc vào việc phải cài đặt Mi Fit đều thiếu đi một số tính năng của ứng dụng chính thức, ví dụ như khả năng cập nhật OTA hoặc chuyển màu đèn LED. Một số ứng dụng không chính thức khác cũng hỗ trợ để kết nối chiếc vòng tay thông minh nàyvới một số nền tảng không được hỗ trợ như BlackBerry 10 và Windows Phone.

## Xiaomi Mi Band Pulse
Xiaomi vào ngày 7 tháng 11 năm 2015 đã thông báo về dòng sản phẩm tiếp theo của Xiaomi Mi Band: The Xiaomi Mi Band 1s, hay còn có tên là Xiaomi Mi Band Pulse. Chiếc vòng đeo tay mới gần như giống mọi mặt với người tiền nhiệm ngoài trực việc được bổ sung thêm cảm biến đo nhịp tim ở mặt dưới của thiết bị. Việc có thêm phần cảm biến này đã khiến kích thước của thiết bị lớn hơn một chút, tỷ lệ lúc này là 37 x 13.6 x 9.9mm. Việc thêm cảm biến đo nhịp tim cũng ảnh hưởng một chút đến thời lượng pin. Dù vậy, công ty sản xuất vẫn tuyên bố chiếc vòng đeo tay có thể sử dụng liên tục 30 ngày.
Khả năng đo nhịp tim trên chiếc vòng vẫn rất hạn chế khi không thể đo được liên tục mà chỉ đo khi được yêu cầu.